# Желехлинек (гмина)
Желехлинек (пол. Żelechlinek) — сельская гмина (волость) в Польше, входит как административная единица в Томашувский повет, Лодзинское воеводство. Население на 2004 год составляло 3509 человек. Гмина занимает площадь 92,01 кв. км (35,5 кв. миль), а с 2006 года ее общая численность составляет 3470 человек.

## Деревни
Гмина Зелехлинек содержит деревни и поселения: Бреник, Будки Лоховские, Буковец, Чочищев, Чеховице, Червонка, Дзельница, Феликсув, Гаверкув, Гутковице, Гутковице-Нонины, Игнатов, Янув, Юзефин, Джулианув, Каролинов, Копец, Лесиско.

## Соседние гмины
1. Гмина Будзишевице
2. Гмина Черневице
3. Гмина Глухув
4. Гмина Ежув
5. Гмина Рава-Мазовецка